# سایوکی (مانگا)
سایوکی (به انگلیسی: Saiyuki) (به ژاپنی: 最遊記، Saiyūki) یک مجموعه مانگای ژاپنی به نوشته و مصورسازی کازویا مینکورا است که از سال ۱۹۹۷ تا سال ۲۰۰۲ توسط انتشارات انیکس در ماهنامه جی‌فانتزی به چاپ رسید. از این اثر چندین ادامه منتشر شده و همچنین مجموعه تلویزیونی انیمه نیز ساخته شده‌است. فرنچایز سایوکی به یکی از پایه‌های فرهنگ مانگا/انیمه تبدیل شده‌است و آثار مختلف آن مدام تحسین‌ها و تمجیدهای منتقدان را به خود جلب کرده‌است.
تا ژانویه ۲۰۲۱، این مجموعه بیش از ۲۵ میلیون نسخه به‌طور جهانی به فروش رسانده‌است.

## داستان
سایوکی الهام گرفته از رمان کلاسیک چینی به نام سفر به باختر است. داستان دربارهٔ یک راهب سیگاری تند مزاج به نام گنجو سانزو است که توسط سنبوتسشین (سه صورت) مأموریتی دریافت می‌کند تا با گروهی متشکل از سه یوکای (شیطان) به غرب سفر کند. این سه یوکای به نام‌های سون گوکو، چو هاکای و شا گوجو در تلاش هستند تا جلوی هر کسی را بگیرند که خدای شیطان باستانی و قدرتمند، گیومائو را احیا کند. البته، ارتش‌هایی از یوکای‌های دیگری وجود دارند که مانع آنها می‌شوند و گروه سانزو باید به مقابله با آنها بپردازند.

## انیمه

"جنسومادن سایوکی" اولین مجموعه تلویزیونی سایوکی است که توسط پیرو تولید شد و برای اولین بار در ۴ آوریل ۲۰۰۰ از تلویزیون توکیو پخش شد.

پنج مجموعه تلویزیونی یک انیمه سینمایی و چندین OVA از سایوکی وجود دارد.
اولین اقتباس از سایوکی یک اووی‌ای دو قسمتی به نام «گنزومادن سایوکی» (Gensomaden Saiyuki OVA) بود. قسمت اول در ۲۳ آوریل ۱۹۹۹ پخش شد، در حالی که قسمت دوم در ۲۹ فوریه ۲۰۰۰ منتشر شد.
یک مجموعه تلویزیونی توسط استودیو پیرو و دنتسو با عنوان "Gensomaden Saiyuki (幻想魔伝 最遊記، Gensōmaden Saiyūki)" به فارسی "جنسومادن سایوکی" ساخته شد. این سریال از ۴ آوریل ۲۰۰۰ تا ۲۷ مارس ۲۰۰۱ در ۵۰ قسمت از تلویزیون توکیو پخش شد.
اولین انیمه سینمایی «سایوکی: ختم» Saiyuki: Requiem محصول پیرو به کارگردانی هایاتو دیت و نویسندگی کاتسویوکی سومیساوا است که اولین بار در ۱۸ اوت ۲۰۰۱ در سینماهای ژاپن اکران شد.
سری دیگر، "Saiyuki Reload (最遊記ＲＥＥＬＯＡＤ، Saiyūki RELOAD)" به فارسی "سایوکی ریلود" توسط همین شرکت‌ها ساخته شده و از مانگایی به همین نام اقتباس شده‌است. از ۲ اکتبر ۲۰۰۳ تا ۲۵ مارس ۲۰۰۴ از همین شبکه پخش شد.
دنباله‌ای با عنوان "Saiyuki Reload Gunlock (最遊記ＲＥＬＯＡＤＧＵＮＬＯＣＫ، Saiyūki RELOAD GUNLOCK)" به فارسی "سایوکی ریلود گانلاک" نیز توسط این شرکت‌ها ساخته شد و در تاریخ ۱ آوریل ۲۰۰۴ تا ۲۳ سپتامبر ۲۰۰۴، در همان شبکه پخش شد. ADV Films مجوز (جنسومادن سایوکی) Gensomaden Saiyuki و فیلم را صادر کرد.
دنباله‌های (سایوکی ریلود) Saiyuki Reload و (سایوکی ریلود گانلاک) Saiyuki Reload Gunlock توسط Geneon در آمریکای شمالی مجوز دارند. این دو به ترتیب شامل ۲۵ و ۲۶ قسمت هستند. «سایوکی ریلود» از قسمت چهاردهم و به بعد به مانگا وفادار است و قسمت‌های یک تا سیزده به مانگا وفادار نیست. «سایوکی ریلود گانلاک» نیز با انحراف از مانگا، تا اواسط سریال شروع می‌کند، اما در پایان دوباره از مانگا جدا می‌شود.
یک اووی‌ای سه قسمتی جدید توسط استودیوی پیرو به نام «سایوکی ریلود: مدفون» (Saiyuki Reload: Burial) برگرفته از مانگای سایوکی ریلود آرک «دفن» در سال ۲۰۰۷ منتشر شد.
در سال ۲۰۰۹ مانگای «سایوکی گایدن» یک انیمه اووی‌ای دریافت می‌کند. این اووی‌ای در سه قسمت از سنتایی فیلم‌ورکس مجوز گرفته و توسط استودیوی Anpro از ۲۵ مارس ۲۰۱۱ تا ۲۵ نوامبر ۲۰۱۱ پخش شدند. در ۲۶ آوریل ۲۰۱۳، یک نسخه اسپشل به نام «سایوکی گایدن: کوگا نوشیو» (Saiyuki Gaiden: Kouga no Shou) پخش شد.
یک مجموعه تلویزیونی انیمه اقتباسی از مجموعه مانگای (سایوکی ریلود انفجار) Saiyuki Reload Blast که از ۵ ژوئیه تا ۲۰ سپتامبر ۲۰۱۷ در توکیو ام‌ایکس، TV Aichi، بی‌اس۱۱، سان تی‌وی و دارای دوازده قسمت پخش شد.
کرانچی‌رول لایسنس استریم این مجموعه را دارد و فانیمیشن آن را به عنوان بخشی از شراکت این دو شرکت در ویدیوی خانگی منتشر کرد. Muse Communication مجوز سریال را در جنوب و جنوب شرقی آسیا صادر کرد. انیمه در Animax Asia پخش شد.
در ۱۰ ژانویه ۲۰۲۱ اقتباس انیمه جدیدی از سایوکی تولید شده توسط Liden Films با عنوان (سایوکی ریلود زیروئین) Saiyuki Reload: Zeroin معرفی شد. این انیمه برگرفته از مانگا سایوکی ریلود آرک «حتی یک کرم» است و ریبوتی برای سری سوم انیمه «سایوکی ریلود گانلاک» در نظر گرفته می‌شود. سریال از ۶ ژانویه تا ۳۱ مارس ۲۰۲۲ در ای‌تی-ایکس و سایر شبکه‌ها پخش شد. کارگردانی آن را میساتو تاکادا برعهده دارد و نویسندگی سریال را میچیکو یوکوته و آیا ماتسویی به نگارش درآورده اند. صداپیشگان اصلی سری‌های پیشین در نقش خود بازگشتنه اند.

## مانگا

کاور نخستین جلد مانگا «سایوکی گایدن» طراحی شده توسط کازویا مینکورا.

مانگا سایوکی شامل پنج سری جداگانه است. مجموعه اصلی شامل نه جلد بود و از سال ۱۹۹۷ تا ۲۰۰۲ در مجله ماهانه جی‌فانتزی پخش شد.
"Ichijinsh" در مجله ماهانه Comic Zero Sum تمام نه جلد از ۲۶ اکتبر ۲۰۰۲ تا ۲۵ ژوئن ۲۰۰۳ را منتشرکرد. همچنین نسخه جدیدی از هر نه جلد "ساییوکی" توسط Ichijinsha در سال ۲۰۱۵ منتشر شده‌است.
Tokyopop اولین مجوز انگلیسی را خریداری کرد و تمام نه جلد مانگا را از سال ۲۰۰۴ تا ۲۰۰۵ منتشر کرد. از سال ۲۰۲۰، کودانشا مانگا سایوکی را در جلدهای ۴۰۰ صفحه‌ای گالینگور با ترجمه‌های جدید مجدداً منتشر کرد. این شرکت جلد دوم را به صورت فیزیکی و دیجیتالی در ۱۸ اوت منتشر کرد.
سری دوم در ژوئن ۱۹۹۹ شروع شد و "(سایوکی گایدن) Saiyuki Gaiden" نام داشت. "سایوکی گایدن" شامل چهار جلد بود و به مدت ده سال اجرا شد. این مانگا از سال ۱۹۹۹ تا ۲۰۰۲ در مجله ماهنامه جی‌فانتزی توسط انیکس و از مه ۲۰۰۲ توسط Ichijinsha در مجله ماهانه Comic Zero Sum انتشار یافت.
در سال ۲۰۰۲ سری سوم با عنوان "(سایوکی ریلود) Saiyuki Reload" ساخته شد و در ده جلد به طول انجامیدد. سری سوم یک جوسی مانگا است و در ماهنامه Comic Zero Sum پخش شد و پخش مانگا در سال ۲۰۰۹ به پایان رسید.
سری چهارم "(سایوکی ریلود انفجار) Saiyuki Reload Blast"نام دارد و از سال ۲۰۱۰ کار خود را در ماهانه Comic Zero Sum (Ichijinsha) شروع کرد. به علت بیماری خالق اثر مانگا در وقفه رفت و دوباره پس از یک سال و نیم در ماه مارس ۲۰۱۳ از سر گرفته شد.
سری پنجم و پایانی ساخته شده با عنوان (سایوکی ایبون) Saiyuki Ibun در سال ۲۰۰۹ آغاز شد و در حال حاضر در ماهانه "Zero Sum Ward" در حال انتشار است، سری پنجم داستان دربارهٔ راهب "کومیو سانزو" استاد کنجو سانزو در روزهای زندگی اش قبل از به ارث بردن عنوان سانزو است.